# Didier Sandre

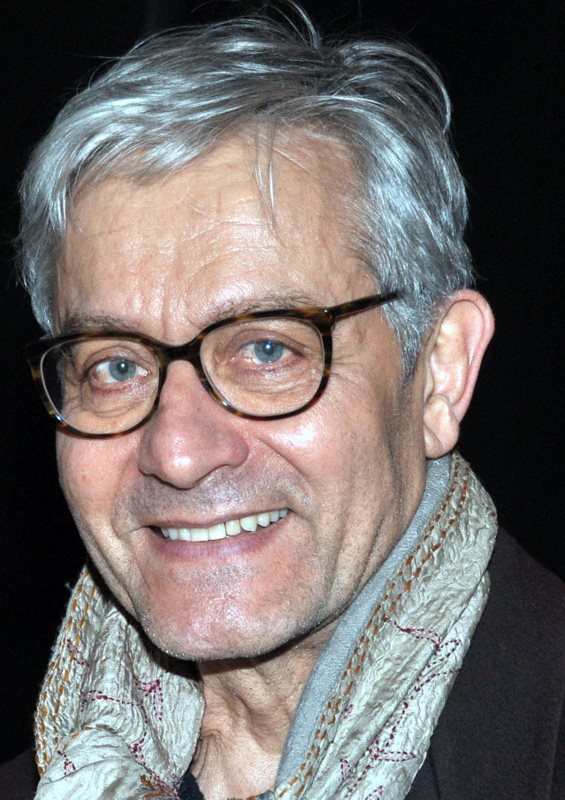
Didier Sandre, 2013

Didier Sandre (* 17. August 1946 in Paris) ist ein französischer Schauspieler und Theaterregisseur.

## Leben und Karriere
Didier Sandre wurde 1946 in Saint-Denis (Seine-Saint-Denis) im Großraum Paris in eine protestantische Familie geboren; er war der jüngste von zwölf Geschwistern. Sein Vater war Angestellter, sein Großvater Pastor an der lutherischen Kirche gegenüber dem Théâtre Gérard-Philipe.
Er besuchte die École Estienne in Paris, nahm aber selten am Unterricht teil und verbrachte stattdessen seine Zeit in einem Kino an den Champs-Élysées, bis er zur Überraschung seiner Eltern von der Schule relegiert wurde.
Er verließ sein Elternhaus, schlug sich mit Jobs an verschiedenen Pariser Bühnen durch, erlitt während der Pariser Maiunruhen einen Zusammenbruch und wurde in die Psychiatrie eingewiesen. Nach seiner Entlassung nahm er zunächst eine Stelle in einem Büro an. Auf Druck von Freunden meldete er sich zu einem Vorsprechen bei Catherine Dasté (* 1928) an, die mit ihrer Truppe La pomme verte im Kinder- und Jugendtheater engagiert und vor allem an Schulen und in Jugendeinrichtungen unterwegs war. Dasté nahm ihn in ihre Truppe auf, Sandre gab seinen Bürojob auf und machte von 1968 bis 1972 Jugendtheater.
Ab 1973 hatte er Engagements auf Theaterfestivals und an kleineren Bühnen. 1975 hatte er am Chaillot seine Bühnenpremiere mit der Rolle des Hippolyte in dem Klassiker Phèdre von Jean Racine. Von da an ging es steil aufwärts mit seiner Bühnenkarriere. Er spielte Paraderollen für Schauspieler in Stücken von Sophokles, Moliere, Racine und Corneille, Shakespeare bis zu Ibsen, Schnitzler oder Genet und Dürrenmatt. 1978 spielte er die vier Hauptrollen in Antoine Vitez’ Molière-Zyklus, der 1978 in Avignon Premiere hatte und anschließend auf Tournee durch Frankreich, Italien, die Schweiz und Jugoslawien ging. 1987 spielte er in Avignon in der spektakulären Inszenierung des Stücks Der seidene Schuhs von Paul Claudel durch Antoine Vitez die männliche Hauptrolle (Don Rodrigue). Das Stück wurde im Ehrenhof des Papstpalastes von Avignon aufgeführt, dauerte insgesamt acht Stunden und ging über zwei Tage, da Vitez den kompletten Text spielen ließ.
Im selben Jahr wurde er als bester Schauspieler mit dem Prix de la critique für seine Verkörperung der Madame de Montreuil in Madame de Sade von Yukio Mishima ausgezeichnet, sowie für seine Rolle als Graf Almaviva in der Hochzeit des Figaro von Marivaux, die ihm seine erste Nominierung für den Molière einbrachte. Einen weiteren Nominierung erhielt er 1997 für die Verkörperung des Arthur Goring in Oscar Wildes Komödie Der perfekte Ehemann, inszeniert von Adrian Brine, die anschließend auf Europatournee ging.
2001 spielte er in der Tragödie Bérénice von Racine den Titus. Das Stück wurde nach Aufführungen auf den Festivals in Avigon und Perpignan am Chaillot gezeigt und ging anschließend ebenfalls auf Europatournee.
2016 inszenierte Ivo van Hove unter dem Titel Les Damnés seine Bühnenfassung des Films Die Verdammten von Luchino Visconti, Sandre spielte den Baron Joachim von Essenbeck. Nach der Premiere in Avignon wurde das Stück 2017 in der Salle Richelieu der Comédie française, 2018 in New York und schließlich am Barbican in London gezeigt.
Didier Sandre hat in seiner langen Theaterkarriere eine große Anzahl von Glanzrollen französischer und europäischer Klassiker gespielt und u. a. mit Regisseuren wie Luc Bondy, Patrice Chéreau, Hans Peter Cloos, Armand Gatti, Ivo van Hove, Denis Podalydès, Eric Ruf, Giorgio Strehler, Antoine Vitez oder Lambert Wilson zusammengearbeitet.
Seinen ersten Auftritt im französischen Fernsehen hatte er 1973 in dem Film La dérobade. Seitdem hat er gelegentlich in französischen Kinofilmen und regelmäßig in französischen Fernsehfilmen und -serien gespielt. So verkörperte er in dem Fernseh-Zweiteiler Auf der Suche nach der verlorenen Zeit (2011), Regie Nina Companéez, den Baron de Charlus.
2014 wurde Sandre Mitglied der Comédie-Française.

## Filmografie (Auswahl)
- 1985: Codename: Emerald
- 1986: Die Frau meines Lebens (La femme de ma vie)
- 1992: Turbulenzen (Turbulences)
- 1993: Bittere Wahrheit (Mensonge)
- 1994: Die Sandburg (Petits arrangements avec les morts)
- 1995: Die Allee des Königs (L’allée du roi)
- 1998: Herbstgeschichte (Conte d’automne)
- 2003: Verrat im Namen der Königin (Saint-Germain ou la négociation)
- 2006: Der Liebespakt: Simone de Beauvoir und Sartre (Les amants du Flore)
- 2009: In einem anderen Licht (Sous un autre jour)
- 2009: Montparnasse
- 2011: Auf der Suche nach der verlorenen Zeit (À la recherche du temps perdu)
- 2012: Nicolas Le Floch (Fernsehserie, 1 Folge)
- 2013: Unter dem Regenbogen (Au bout du conte)
- 2014: Nicht mein Typ (Pas son genre)
- 2015: Mary Higgins Clark: Mysteriöse Verbrechen (Collection Mary Higgins Clark, la reine du suspense, Fernsehserie, 1 Folge)
- 2016: Marie und die Schiffbrüchigen (Marie et les naufragés)
- 2019: Intrige (J’accuse)
- 2022: Passagiere der Nacht (Les passagers de la nuit)
- 2023: Icon of French Cinema